# Арожизон
Арожизон (фр. Araujuzon) насеље је и општина у југозападној Француској у региону Аквитанија, у департману Атлантски Пиринеји која припада префектури Олорон Сен Мари.
По подацима из 2011. године у општини је живело 202 становника, а густина насељености је износила 29,19 становника/km². Општина се простире на површини од 6,92 km². Налази се на средњој надморској висини од 102 метара (максималној 212 m, а минималној 79 m).

## Демографија
| 1962. | 1968. | 1975. | 1982. | 1990. | 1999. | 2011. |
| ----- | ----- | ----- | ----- | ----- | ----- | ----- |
| 240   | 217   | 196   | 200   | 186   | 182   | 202   |

График промене броја становника у току последњих година